# Leila Sobral
Leila de Souza Sobral Freitas, née le 22 novembre 1974 à São Paulo, est une joueuse de basket-ball brésilienne. Elle est la sœur de Marta Sobral.

## Club
- - :  C. A. Pirelli
- - :  Santo André
- - :  Panathinaïkos Athènes
- - :  Washington Mystics
- - :  São Paulo/Guaru
- - :  Real Club Celta Vigourban
- - :  Santo André

## Palmarès

### Jeux olympiques d'été
- Jeux olympiques de 1996 à Atlanta,  États-Unis
  -  Médaille d'argent
- Jeux olympiques de 2004 à Athènes,  Grèce
  - 4e

### Championnats du monde
- Championnats du monde 1994,  Australie
  -  Médaille d'or
- Championnats du monde 1998,  Allemagne
  - 4e

### Championnats des Amériques
- Championnats des Amériques 1997,  Brésil
  -  Médaille d'or
- Championnats des Amériques 1993,  Brésil
  -  Médaille d'argent

### Jeux Panaméricains
- Jeux Pan-Américains 1999 à Winnipeg  Canada
  - 4e